# Susy Matrisciano
Mariassunta Matrisciano, detta Susy (Pomigliano d'Arco, 30 agosto 1975), è una politica italiana.

## Biografia
Nasce a Pomigliano d'Arco (Napoli), ma vive ad Alessandria; si è laureata in lingue e letterature straniere.
Alle elezioni politiche del 2018 viene eletta al Senato della Repubblica, nelle liste del Movimento 5 Stelle nel Collegio plurinominale Piemonte - 02. Dal 5 febbraio 2020 è Presidente della 11ª Commissione Lavoro
Alle elezioni politiche del 2022 è candidata per il Movimento 5 Stelle al Senato nel collegio uninominale Piemonte-04 (Alessandria), dove ottiene il 9,57% ed è terza dietro Paolo Zangrillo del centrodestra (50,83%) e Maria Rita Rossa del centrosinistra (9,57%), nonché, in seconda posizione, nel collegio plurinominale Piemonte - 02, ma risulta non eletta.